# پوردوم (نبراسکا)
پوردوم (به انگلیسی: Purdum) یک منطقهٔ مسکونی در ایالات متحده آمریکا است که در شهرستان بلین، نبراسکا واقع شده‌است. پوردوم ۲۱ نفر جمعیت دارد و ۷۶۰٫۱۸ متر بالاتر از سطح دریا واقع شده‌است.